# George Dolenz
George Dolenz est un acteur américain d'ascendance slovène d'Italie, né Jure Dolenc le 5 janvier 1908 à Trieste (Littoral autrichien ; alors en Autriche-Hongrie), mort le 8 février 1963 à Los Angeles — Quartier d'Hollywood (Californie).

## Biographie
Émigré aux États-Unis, sous le nom américanisé de George Dolenz, il débute au cinéma en 1941 (dans un petit rôle non crédité) et contribue en tout à trente-trois films américains ; le dernier est Les Quatre Cavaliers de l'Apocalypse de Vincente Minnelli, avec Glenn Ford, Ingrid Thulin et Charles Boyer, sorti en 1962.
Parmi ses autres films notables, mentionnons Ma cousine Rachel d'Henry Koster (1952, avec Olivia de Havilland et Richard Burton), La Dernière Fois que j'ai vu Paris de Richard Brooks (1954, avec Elizabeth Taylor, Van Johnson et Donna Reed), ou encore Tombouctou de Jacques Tourneur (1959, avec Victor Mature et Yvonne De Carlo).
Pour la télévision, George Dolenz contribue à partir de 1956 à onze séries, dont Le Comte de Monte-Cristo (en), où il tient le rôle-titre, aux côtés de Fortunio Bonanova et Nick Cravat (39 épisodes, diffusés en 1956). Sa dernière prestation est dans un épisode de la série-western Bonanza, diffusé le 10 février 1963, deux jours après sa mort brutale, d'une crise cardiaque.
Il est le père de l'acteur et réalisateur Micky Dolenz (né en 1945).

## Filmographie partielle

### Au cinéma
- 1941 : Unexpected Uncle de Peter Godfrey
- 1942 : Mon secrétaire travaille la nuit (Take a Letter, Darling) de Mitchell Leisen
- 1943 : La Dangereuse Aventure (No Time for Love) de Mitchell Leisen
- 1943 : The Strange Death of Adolf Hitler de James P. Hogan
- 1943 : Young Ideas de Jules Dassin
- 1943 : She's for Me de Reginald Le Borg
- 1944 : Cavalcade musicale (Bowery to Broadway) de Charles Lamont
- 1944 : La Passion du docteur Hohner (The Climax) de George Waggner
- 1944 : Enter Arsene Lupin de Ford Beebe
- 1944 : Hommes du monde (In Society) de Jean Yarbrough
- 1945 : The Royal Mounted Rides Again de Lewis D. Collins et Ray Taylor (serial)
- 1945 : Song of the Sarong d'Harold Young
- 1946 : Night in Paradise d'Arthur Lubin
- 1946 : Girl on the Spot de William Beaudine
- 1947 : Schéhérazade (Song of Scheherazade) de Walter Reisch
- 1950 : Vengeance corse (Vendetta) de Mel Ferrer
- 1952 : Ma cousine Rachel (My Cousin Rachel) d'Henry Koster
- 1953 : Fais-moi peur (Scared Stiff) de George Marshall
- 1953 : Révolte au Mexique (Wings of the Hawk) de Budd Boetticher
- 1954 : Le Signe du païen (Sign of the Pagan) de Douglas Sirk
- 1954 : La Dernière Fois que j'ai vu Paris (The Last Time I Saw Paris) de Richard Brooks
- 1955 : Le Cercle infernal (The Racers) d'Henry Hathaway
- 1955 : Le Cavalier au masque (The Purple Mask) d'H. Bruce Humberstone
- 1955 : Un pruneau pour Joe (A Bullet for Joey) de Lewis Allen
- 1957 : P'tite tête de trouffion (The Sad Sack) de George Marshall
- 1959 : Tombouctou (Timbuktu) de Jacques Tourneur
- 1961 : Look in Any Window de William Alland
- 1962 : Les Quatre Cavaliers de l'Apocalypse (The Four Horsemen of the Apocalypse) de Vincente Minnelli

### À la télévision (séries)
- 1956 : Le Comte de Monte-Cristo (en) (The Count of Monte Cristo)
  - Saison unique, 39 épisodes : Edmond Dantès
- 1963 : Bonanza
  - Saison 4, épisode 20 Mary, My Love de Lewis Allen